# Aravane Rezaï
Aravane Rezaï, née le 14 mars 1987 à Saint-Étienne (Loire), est une joueuse de tennis française, professionnelle à partir de 2005.
Elle a atteint la 15e place du classement WTA en simple le 11 octobre 2010. Elle a remporté quatre titres en simple dont un tournoi Premier. Elle a perdu par ailleurs trois autres finales en simple.

## Biographie
Aravane Rezaï commence sa carrière à Saint-Étienne à l'âge de cinq ans, entraînée par son grand frère Anouch et son père Arsalan, tous deux professionnels du tennis. Droitière, elle possède un revers à deux mains très puissant.
Elle est professionnelle depuis le 1er janvier 2005. Elle continue d'être entraînée par sa famille. En décembre 2009, Aravane Rezaï rejoint l'Académie de Tennis de Patrick Mouratoglou.
En mai 2010, après sa victoire à l'Open de Madrid, où elle bat notamment l'Américaine Venus Williams, Aravane Rezaï a résumé ainsi sa démarche sportive : « Mon père m'a appris à jouer à l'âge de sept ans, je lui dois ma frappe de balle. [...] Maintenant, j'ai des plans tactiques que mon père n'aurait pas pu m'apporter. Patrick est plus professionnel dans ce domaine ».
Elle remporte également deux médailles d'or lors des 4e Jeux islamiques féminins organisés en Iran, où elle concourt sous les couleurs du pays de ses parents,.
Polyglotte, d'origine iranienne, Aravane Rezaï parle le français, l’anglais, le persan et l'espagnol. Son prénom signifie « fleur violette » en persan.

## Style de jeu
Aravane Rezaï a un jeu d'attaque de fond de court. Elle attaque toutes les balles en les frappant pratiquement à plat. Son jeu rappelle celui de Jimmy Connors ou d'Andre Agassi.

### Le service
Malgré sa bonne puissance, le service n'est pas le point fort d'Aravane Rezaï qui a un geste non académique. Il lui a souvent permis de remporter un certain nombre de points gratuits.

### Le retour de service
Le retour de service est un point fort du jeu d'Aravane Rezaï. Il lui permet de mettre la pression sur son adversaire et de prendre l'initiative très tôt dans l'échange.

### Le coup droit
Si la qualité de son coup droit était disproportionné par rapport au revers au début de sa carrière, Aravane Rezaï a beaucoup progressé dans ce domaine, au point d'avoir également un des plus puissants coup droit du circuit.

### Le revers
Elle possède un revers à deux mains à la fois très puissant et précis dans toutes les directions avec un swing ample et rapide ne laissant pas à l'adversaire l'occasion de prévoir où il sera joué lui permettant en outre de tirer d'excellents passing shots. Elle fait un usage massif du lift et on la voit très rarement opter pour l'effet coupé même lors de situations compliquées, ce qui peut laisser présager un certain manque de versatilité dans ce coup. Point noir : bien que dévastateur, il reste son premier coup à subir les fluctuations de son niveau de jeu dont elle fait preuve en de certaines occasions et il n'est pas rare, que dans ce cas-là, elle commette un nombre relativement élevé de fautes directes. Néanmoins, elle conserve l'avantage du revers à deux mains solide peu souvent pris à défaut et bien utile pour continuer à mettre la pression sur l'adversaire quel que soit le côté de frappe, une aisance quasi-indispensable aux joueuses attaquantes de fond de court.

### La volée
Aravane Rezaï est une joueuse dont le jeu est basé sur la puissance en fond ce court. Ainsi, ses montées à la volée sont plutôt rares et ont souvent pour objectif de conclure le point rapidement, à la suite d'une balle courte de l'adversaire par exemple.

### La tactique
Malgré le fait qu'Aravane Rezaï possède un jeu typiquement féminin des années 2000, en frappant fort et à plat, et usant du droite-gauche, elle sait, grâce à une bonne vision du jeu, user très souvent du contre pied dans le replacement de ses adversaires, ajouté à cela une puissance de frappe assez importante, elle arrive souvent a ses fins en utilisant cette tactique. En dehors de cela, elle varie très peu, peu de slices donc et beaucoup de droite gauche, mais use de temps en temps pour finir ses points, d'amorties bien senties, surtout sur terre.

### Le mental
Aravane Rezaï est une joueuse qui a su tirer parti d'une certaine « force mentale » pour remporter des matchs parfois mal engagés. Cette capacité rappelle beaucoup les sœurs Williams, véritables références dans ce domaine du jeu.

## Carrière tennistique

### Débuts
Finaliste en 13-14 ans et en 15-16 ans, Aravane Rezaï, classée no 34 se fait connaître du grand public en remportant son premier titre national en 17-18 ans.

### 2006
- troisième tour à Roland-Garros
- quart de finale à Palerme (Tier IV)
- huitièmes de finale à l'US Open
- quart de finale à Kolkata (Tier III)
- quart de finale à Hasselt (Tier III)
- vainqueur au tournoi ITF de Poitiers (75 000 $)

Aravane Rezaï se révèle lors des Internationaux de France de Roland-Garros après une saison commencée sur le circuit ITF. C'est en passant par les qualifications que la jeune Française se hisse au troisième tour du tournoi après une victoire sur la Japonaise Ai Sugiyama.
Lors de sa première participation à l'US Open, Aravane Rezaï bat l’Allemande Anna-Lena Grönefeld, tête de série no 15, en trois sets, au terme d’une partie qu’elle conclut à sa septième balle de match. Elle bat ensuite Lucie Šafářová et Maria Kirilenko pour ainsi égaler sa meilleure performance dans un Tournoi du Grand Chelem. Elle est battue par Elena Dementieva au 4e tour en deux sets après avoir mené 5-3 dans la première manche. Aravane Rezaï explique cette défaite par son incapacité à maîtriser ses émotions lors des points importants et par une prise de risque excessive la conduisant à commettre de nombreuses fautes.
En dépit d'un quart de finale lors du tournoi de Calcutta, sa fin de saison semble stagner à cause de petites blessures qui la font systématiquement chuter pendant les qualifications. Mais pour son dernier tournoi WTA de l'année 2006, Aravane Rezaï obtient son meilleur résultat de l'année. En effet, sortie des qualifications, elle atteint les quarts de finale. Elle est seulement battue par Vera Zvonareva au terme d'un match disputé. Forte de ce nouveau statut, Aravane Rezaï s'aligne au tournoi ITF de Poitiers, doté de 75 000 dollars de prix et bat en finale la Croate Ivana Lisjak. Classée 96e joueuse mondiale au classement WTA au début de l'US Open, Aravane Rezaï termine l'année à la 49e place.

### 2007
- finaliste au tournoi d'Istanbul (Tier III)
- troisième tour à Wimbledon

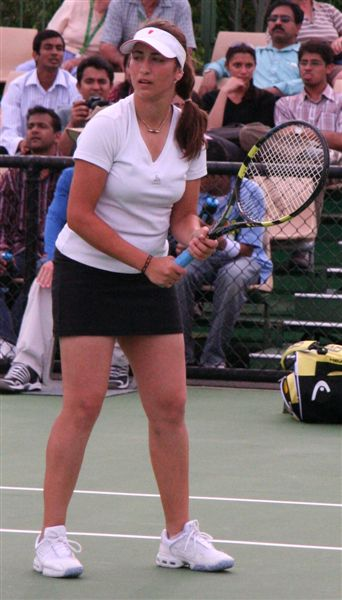
Aravane Rezaï à l'Open d'Australie en 2007.

- gagnante du tournoi de Deauville (50 000 $)

Aravane Rezaï effectue, comme chaque année, sa préparation hivernale pour la saison 2007 en Iran.
Le premier tournoi du Grand Chelem de la saison est traditionnellement l'Open d'Australie. Aravane Rezaï y participe et est battue par sa compatriote Émilie Loit en trois sets sur le score de 6-3, 4-6, 6-3. Une petite déception pour la tricolore, qui ne se présentait certes pas au meilleur de sa forme.
S'enchaîne alors une série de six autres défaites consécutives, dans un contexte de perte de repères. Elle retrouve le chemin de la victoire à Charleston en éliminant Vera Dushevina en deux sets mais ne parvient pas à concrétiser ce regain de forme malgré une défense héroïque face à Katarina Srebotnik. La saison sur terre battue se poursuit et les victoires continuent de se refuser à elle. Elle perd en trois sets face à Anabel Medina Garrigues et Daniela Hantuchová. Mais à Istanbul, tout bascule, Aravane Rezaï se libère devant un public tout acquis à sa cause et élimine deux anciennes numéros 1 mondiales, Venus Williams et Maria Sharapova. Elle dispute alors sa première finale sur le circuit face à Elena Dementieva, qui ne pourra pas aller à son terme à cause de la blessure au genou de la Stéphanoise.
Fatiguée par son parcours stambouliote et en manque de sensations, Aravane Rezaï perd au premier tour à Roland-Garros face à la tête de série no 18, Marion Bartoli, en deux sets accrochés, et dans une atmosphère électrique.
À Wimbledon, elle remporte son premier match sur gazon et atteint même les seizièmes de finale en disposant de Francesca Schiavone, avant de chuter face à la récente finaliste de Roland-Garros, Ana Ivanović, dans une rencontre perturbée par la pluie. Depuis Wimbledon, elle n'a plus gagné qu'un seul match au premier tour de l'US Open. Aravane Rezaï, cependant, s'entraîne intensivement à l'Académie Mouratoglou.
Arrivée à Linz pour son dernier tournoi WTA de l'année, Aravane Rezaï passe trois tours en qualification et cède en deux manches (4-6, 3-6) face à la future finaliste Patty Schnyder. Afin de terminer sa saison dans le top 100, elle a décidé de la clore par trois ITFs 50 000 $ en Biélorussie et en France. Si le premier est une mise en route qui se conclut par un quart de finale perdu face à Evgenia Rodina, le second en Normandie se passe beaucoup mieux puisqu'elle remporte le titre aux dépens de Kirsten Flipkens. Aravane Rezaï termine l'année au 80e rang mondial.

### 2008
- finaliste au tournoi d'Auckland (Tier IV)
- troisième tour à l'Open d'Australie
- demi-finaliste au tournoi de Fès (Tier IV)

La nouvelle saison ne pouvait pas mieux débuter pour Aravane Rezaï qui atteint dès son premier tournoi une nouvelle finale qu'elle n'a néanmoins pas pu remporter. En vraie outsider, elle a éliminé des valeurs sûres du circuit telles qu'Eléni Daniilídou ou Katarina Srebotnik avant de tomber sous les frappes lourdes de la favorite du tournoi, Lindsay Davenport.
Forte de ce parcours, Aravane Rezaï se rend à Melbourne pleine de confiance et cela s'en ressent indéniablement. Elle fait prévaloir sa force de frappe lors du tour qui l'opposait à sa compatriote Tatiana Golovin et atteint le troisième tour pour la première fois en Australie. Elle est ainsi parvenue à ce stade dans tous les tournois du Grand Chelem. Face à la qualifiée de Taïwan, Hsieh Su-wei, elle ne trouve pas les clefs pour se départir de ce véritable ovni et perd en trois sets après être revenue d'une situation compromise (2-6, 2-5), mais en vain.
Absente des courts pour raison médicale, Aravane Rezaï peine à retrouver ses sensations du début d'année. Malgré un parcours prometteur au Maroc, elle doit s'incliner dès le premier tour à Roland-Garros face à une ex-demi-finaliste du tournoi, Nadia Petrova.
Durant le reste de l'année 2008, Aravane Rezaï n'arrive plus à enchaîner deux victoires de suite à l'exception du tournoi de Tokyo.

### 2009
- demi-finaliste au tournoi d'Auckland (International)
- vainqueur du tournoi de Strasbourg (International)
- huitième de finale à Roland-Garros
- vainqueur du tournoi international des championnes à Bali (International)

Aravane Rezaï commence l'année 2009 avec l'obligation de défendre ses points sous peine de quitter le top 100. Sa demi-finale à Auckland lui permet de limiter les dégâts. Mais elle échoue pour la 2e fois de l'année face à la numéro 4 mondiale Elena Dementieva au 1er tour de l'Open GdF Suez de Paris.
Elle remporte son premier titre aux Internationaux de Strasbourg face à Lucie Hradecká, juste avant Roland-Garros.
Sur sa lancée, son parcours au tournoi de Roland-Garros est très solide : elle se défait aisément au premier tour d'Ai Sugiyama (6-3, 6-2), élimine au deuxième tour Polona Hercog (3-6, 6-4, 6-2) et vient à bout au troisième d'une farouche résistance face à Michelle Larcher de Brito (7-6, 6-2) au cours d'un match très tendu (Aravane Rezaï se plaint à plusieurs reprises auprès de l'arbitre des cris de son adversaire). Elle s'incline cependant au quatrième tour face à la numéro 1 mondiale Dinara Safina (1-6, 0-6), en seulement 53 minutes.
En novembre, elle participe au tout nouveau tournoi international des championnes, réunissant les dix joueuses les mieux classées au classement WTA qui ont gagné au moins un tournoi de la catégorie « International Events » au cours de l'année, mais non qualifiées pour les plus prestigieux Masters. Tête de série no 10, elle parvient à s'extraire de sa poule en battant Sabine Lisicki et Melinda Czink. Elle s'impose en demi-finale face à María José Martínez Sánchez (6-2, 6-3), lui ouvrant les portes de la finale du tournoi, où elle retrouve Marion Bartoli. Après avoir concédé le premier set (7-5), cette dernière abandonne, permettant à Aravane Rezaï de remporter à la fois 600 points au classement WTA et un second tournoi dans sa carrière après Strasbourg.

### 2010

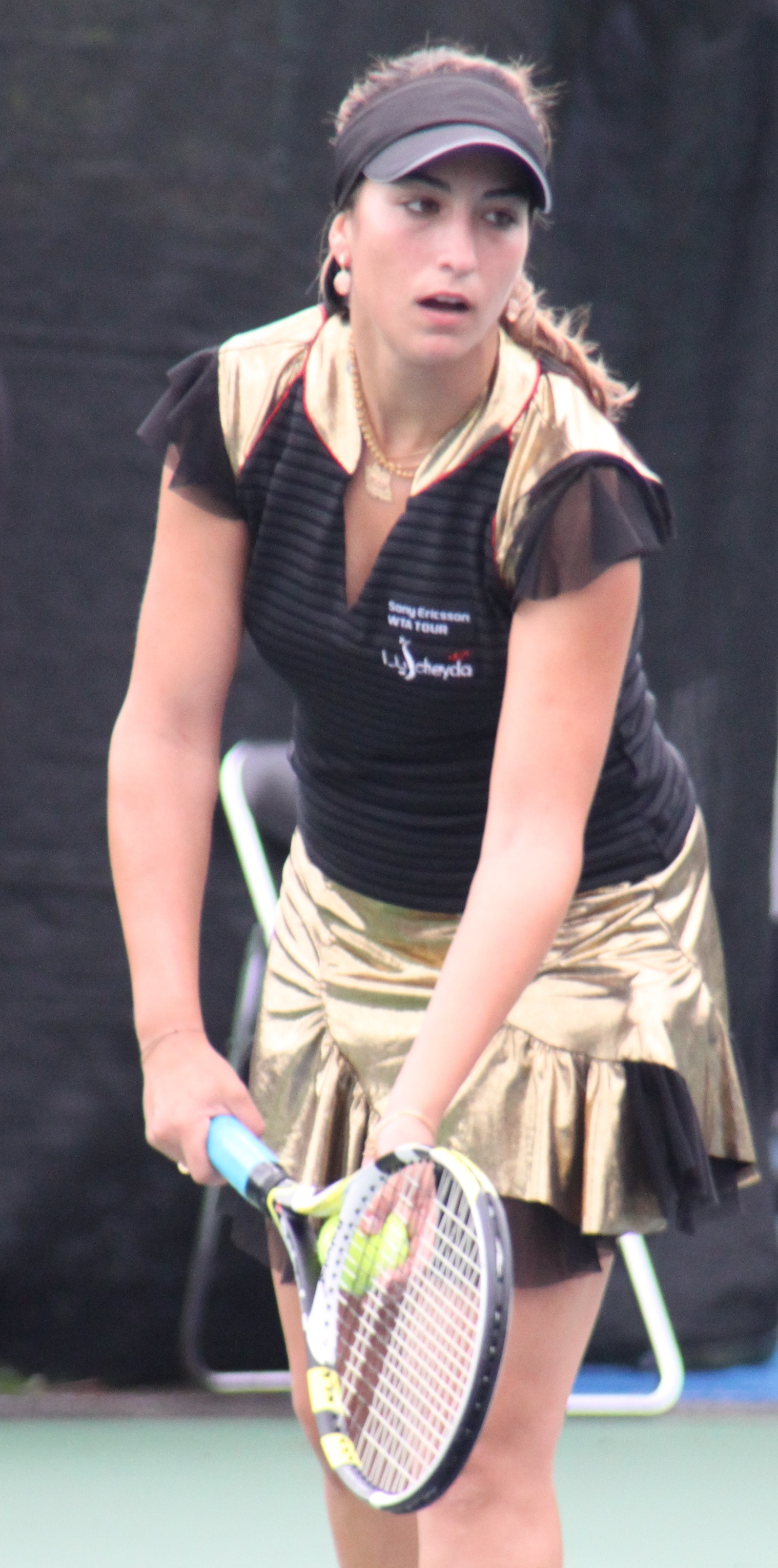
Aravane Rezaï en 2010

- demi-finaliste au tournoi de Sydney (Premier)
- vainqueur de l'Open de Madrid (Premier)
- vainqueur de l'Open de Suède (International)

La Française commence l'année par le Classic d'Auckland, et s'incline en huitièmes de finale face à Dominika Cibulková en deux sets (3-6, 4-6). À Sydney, elle élimine successivement l'Allemande Anna-Lena Grönefeld, la Hongroise Ágnes Szávay, et l'Italienne Flavia Pennetta, se qualifiant ainsi pour le dernier carré. En demi-finale, elle mène 6-3, 5-2 face à Serena Williams, mais finit par s'incliner face à l'Américaine (6-3, 5-7, 4-6). Elle chute dès le deuxième tour à l'Open d'Australie face à Angelique Kerber (6-2, 6-3). Aravane Rezaï atteint ensuite les huitièmes de finale à l'Open Gaz de France, battue par Andrea Petkovic, puis se fait sortir dès son deuxième match à Dubaï, s'inclinant face à la Serbe Jelena Janković après une rencontre disputée de plus de deux heures (6-4, 4-6, 5-7). Par la suite, elle parvient en huitièmes de finale à Indian Wells où elle se fait battre par Elena Dementieva. Elle perd d'entrée à Miami.
Aravane Rezaï commence sa saison sur terre battue à l'Open de Marbella, où elle atteint les huitièmes de finale. Elle est sortie dès son premier match à Barcelone, battue par l'Italienne Roberta Vinci. Elle dispute les 25 et 26 avril ses deux premiers matchs en simple en barrage de Fed Cup, à Francfort, contre l'équipe d'Allemagne : lors de la première rencontre, elle prend sa revanche face à Tatjana Malek, qui l'avait battue à Marbella, mais s'incline le lendemain face à Andrea Petkovic. La Stéphanoise permet ainsi à la France de se maintenir dans le groupe mondial. À Rome, après un match serré face à Yanina Wickmayer, elle finit par rendre les armes face à la joueuse belge (3-6, 7-6, 5-7). La Française enchaîne en remportant l'Open de Madrid, de catégorie Premier Mandatory : éliminant d'entrée la Belge Justine Henin, ancienne numéro 1 mondiale et titulaire de quatre trophées à Roland-Garros, sur le score de 4-6, 7-5, 6-0, elle bat ensuite Klára Koukalová et Andrea Petkovic en deux sets, puis réalise une très bonne performance en s'imposant contre la numéro 4 mondiale, la Serbe Jelena Janković (7-5, 6-4), en quart de finale. Elle ne passera ensuite que vingt-deux minutes sur le court lors de la demi-finale, à la suite de l'abandon de Lucie Šafářová (6-1, ab.). Pour sa première finale d'un tournoi Premier, Aravane Rezaï affronte Venus Williams, tête de série no 4, qu'elle bat en deux sets (6-2, 7-5).
La Française peut ainsi aborder Roland-Garros dans les meilleures conditions mais elle perd au 3e tour face à Nadia Petrova dans un match à suspense disputé sur deux jours.
Elle commence ensuite sa saison sur gazon par une bonne semaine au tournoi de Birmingham. Elle s'incline cependant en demi-finale contre Na Li en trois sets.
Revenant sur terre battue après Wimbledon, où elle perd au deuxième tour contre la tchèque Klára Koukalová, elle remporte son quatrième tournoi, le deuxième de sa saison, lors de l'Open de Suède. Elle bat en finale l'Argentine Gisela Dulko en trois sets 6-3, 4-6, 6-4.
Elle se présente ensuite à Palerme où elle bat successivement la Roumaine Simona Halep en trois sets (7-5, 4-6, 6-2), et la Colombienne Mariana Duque Mariño (7-6, 6-3), mais finit par s'incliner contre l'Italienne Romina Oprandi en deux sets secs (5-7, 0-6). Rezaï revient pour le tournoi de San Diego, elle chute au premier tour face à la Russe Alisa Kleybanova en trois sets sans démériter (2-6, 7-5, 3-6). Elle s'incline de nouveau au premier tour à L'Open de Cincinnati contre une qualifiée Bojana Jovanovski en trois sets (6-4, 3-6, 4-6). Une semaine plus tard à Montréal, elle passe un tour aux dépens de la talentueuse joueuse tchèque Petra Kvitová (6-71, 7-5, 6-3), mais perd contre la Chinoise Zheng Jie au second tour.
Elle arrive à L'US Open avec peu de certitudes et de matchs gagnés, sa mauvaise passe se confirme puisqu'après avoir passé le premier tour difficilement face à la Slovaque Magdaléna Rybáriková (7-65, 7-67), elle s'incline au second tour contre l'Américaine Béatrice Capra, une wildcard (5-7, 6-2, 3-6).
Elle s'incline au 1er tour du WTA de Montreal la semaine suivante contre Jill Craybas (3-6, 6-3, 6-73). Après avoir gagné son premier match à L'Open de Tokyo contre Polona Hercog (6-2, 7-5), elle chute au second tour face à l'Américaine Coco Vandeweghe (6-4, 6-4), puis une nouvelle fois au 1er tour de L'Open de Chine face à l'Argentine Gisela Dulko (4-6, 6-2, 4-6). Au tournoi de Luxembourg, elle passe un tour face à l'Allemande Mona Barthel (6-4, 6-4), mais perd sèchement face à la belge Kirsten Flipkens (0-6, 1-6) au 2e tour.
Pour son dernier match de la saison, elle est présente au Tournoi des Championnes, son adversaire est Alisa Kleybanova, mais elle ne peut rien faire et s'incline (1-6, 2-6).

### 2011

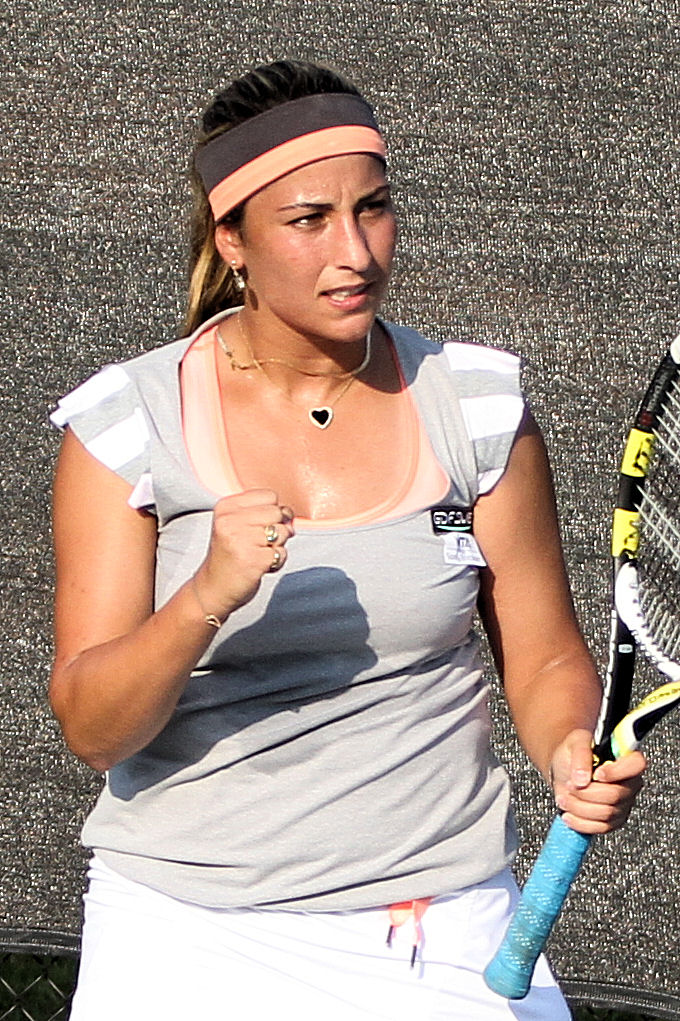
Aravane Rezaï en 2011 au Texas Open

Au début de la saison, Aravane Rezaï éprouve des difficultés d'ordre personnel. Par la suite, elle décide de reformer une équipe autour d'elle. Le 18 avril 2011, la Fédération française de tennis lui propose les services d'entraîneur d'Alexia Dechaume qui ne s'avère pas concluant, puisque son classement à la WTA est en recul.
Lors des barrages de la Fed Cup, elle apporte le seul point français face à Anabel Medina Garrigues, en trois manches, mais plie face à la 33e mondiale María José Martínez Sánchez (1-6, 4-6). À Fès, elle cède au second tour face à Nadia Lalami (6-2, 6-7, 4-6), invitée par les organisateurs. À Madrid où elle est venue défendre son titre, elle est battue d'entrée par Sofia Arvidsson, issue des qualifications.
À Roland-Garros, elle est éliminée au 1er tour face à la Roumaine Irina-Camelia Begu (6-3, 6-3) après 1 h 22 de jeu. À la fin du match, en larmes, elle avoue que ce n'est vraiment pas le meilleur moment pour jouer un match de tennis. Elle ajoute : « Je ne suis pas à 100 % du tout. Je m'accroche au tennis car c'est ce que j'aime vraiment et j'espère revenir l'année prochaine pour gagner le tournoi. Mon objectif est de retrouver la paix en moi et d'être la plus heureuse possible. Il y a d'autres choses plus importantes dans la vie, j'espère que ça va s'arranger ».
Elle se remotive un peu à Birmingham grâce à l'abandon de sa première adversaire Olga Govortsova. Elle s'inclinera en huitièmes de finale contre Alison Riske. À Wimbledon, elle perd au premier tour contre Serena Williams (6-3, 3-6, 6-1).
Au Tournoi de Dallas elle atteint la finale, qu'elle perd (2-6, 1-6) face à Sabine Lisicki.
Elle bénéficie d'une wildcard pour participer à l'US Open où elle est éliminée au 1er tour par l'Italienne Flavia Pennetta (6-1, 6-4).
Après l'US Open, elle enchaîne les éliminations précoces en tombant au 1er tour à Tachkent et au 2e tour à Canton. Elle achève l'année 2011 avec une élimination lors des qualifications du tournoi de Tokyo.

### 2012
Aravane Rezaï commence la saison 2012 par le tournoi d'Auckland. Issue des qualifications, elle est éliminée au 1er tour par la Chinoise Peng Shuai. La semaine suivante, elle abandonne au 1er tour des qualifications du tournoi de Sydney à l'issue du premier set contre Ekaterina Makarova. C'est donc en petite forme qu'elle aborde l'Open d'Australie et elle chute dès le premier tour contre Peng Shuai.
Juillet 2012, Elle continue la saison avec succès en remportant le tournoi ITF de l'Open 88 à Contrexéville (Vosges), doté de 50 000 $ en prix. Ainsi, le 17 juillet, elle dispute son premier match contre la joueuse Allemande Kristina Barrois, qu'elle remporte (6-4, 7-6) ; son deuxième a lieu le 19 juillet contre la Liechtensteinoise Stephanie Vogt, remporté 7-5, 6-2. Aravane Rezaï atteint ainsi les quarts de finale le 21 juillet avec son match contre l'Ukrainienne Yulia Beygelzimer, qu'elle remporte en trois sets (5-7, 6-2, 6-1). La demi-finale se joue ensuite le même jour dans l'après-midi contre la Belge Kirsten Flipkens et c'est une nouvelle victoire pour Aravane Rezaï en trois sets (7-6, 2-6, 7-6). Elle accède donc à la finale le jour suivant contre l'Autrichienne Yvonne Meusburger, qu’elle remporte en trois sets (6-3, 2-6, 6-3).

### 2013 - 2021: Retour timide
Aravane Rezaï perd au 1er tour de Roland-Garros 2013 face à Petra Kvitová en trois sets (3-6, 6-4, 2-6).
Elle perd également au 1er tour des qualifications de Wimbledon 2013 face à Mariana Duque Mariño en trois sets (6-4, 3-6, 3-6).
En 2014, elle perd au 1er tour des qualifications de l'Open d'Australie face à Alla Kudryavtseva 4-6, 2-6.
En 2015, elle annonce son retour sur le circuit professionnel et grâce à un classement protégé, obtient une invitation pour le tournoi de qualification de Roland Garros où elle perd face à Julie Coin au premier tour.

### 2021 - 2024: années difficiles sur le circuit secondaire puis demie finale
En 2021, classée -2/6 en France, elle tente les qualifications de deux tournois ITF (Saint-Palais et Dijon), qu’elle franchit en battant des joueuses bien mieux classées qu'elle. 
Au W25K de Saint-Palais, elle cède au premier tour contre sa compatriote Amandine Hesse (4-6, 1-6), future lauréate du tournoi. Au W15K de Dijon, elle remporte son premier match dans un tableau final d'un tournoi en écartant une jeune Française avant de perdre au 2e tour contre l'Allemande Angelina Wirges en trois sets (2-6, 6-4, 3-6).
Entre 2021 et 2023; Aravane obtient peu de victoires. 
En 2024, elle se présente à Solarino. Elle y effectue un parcours qui la mène jusqu’en demie finale. Elle passe un tour à Santa Margherita Di Pula et à Saint-Gaudens en 2024. Le reste de l’année est faite de défaites au premier tour.

## Palmarès

### Titres en simple dames
| No | Date       | Nom et lieu du tournoi                   | Catégorie | Dotation    | Surface      | Finaliste      | Score         |          |
| -- | ---------- | ---------------------------------------- | --------- | ----------- | ------------ | -------------- | ------------- | -------- |
| 1  | 18/05/2009 | Internationaux de Strasbourg, Strasbourg | Intern'l  | 220 000 $   | Terre (ext.) | Lucie Hradecká | 7-62, 6-1     | Parcours |
| 2  | 04/11/2009 | Tournament of Champions, Bali            | Intern'l  | 600 000 $   | Dur (int.)   | Marion Bartoli | 7-5, ab.      | Parcours |
| 3  | 09/05/2010 | Mutua Madrileña Open, Madrid             | PREMIER*  | 4 500 000 $ | Terre (ext.) | Venus Williams | 6-2, 7-5      | Parcours |
| 4  | 05/07/2010 | Swedish Open Women, Båstad               | Intern'l  | 220 000 $   | Terre (ext.) | Gisela Dulko   | 6-3, 4-6, 6-4 | Parcours |

### Finales en simple dames
| No | Date       | Nom et lieu du tournoi    | Catégorie | Dotation  | Surface      | Vainqueure        | Score         |          |
| -- | ---------- | ------------------------- | --------- | --------- | ------------ | ----------------- | ------------- | -------- |
| 1  | 21/05/2007 | Istanbul Cup, Istanbul    | Tier III  | 200 000 $ | Terre (ext.) | Elena Dementieva  | 7-65, 3-0 ab. | Parcours |
| 2  | 31/12/2007 | ASB Classic, Auckland     | Tier IV   | 145 000 $ | Dur (ext.)   | Lindsay Davenport | 6-2, 6-2      | Parcours |
| 3  | 22/08/2011 | Texas Tennis Open, Dallas | Intern'l  | 220 000 $ | Dur (ext.)   | Sabine Lisicki    | 6-2, 6-1      | Parcours |

## Parcours en Grand Chelem

### En simple dames
| Année | Open d'Australie                                     | Open d'Australie   | Internationaux de France                      | Internationaux de France                               | Wimbledon                                               | Wimbledon                                       | US Open         | US Open         |
| ----- | ---------------------------------------------------- | ------------------ | --------------------------------------------- | ------------------------------------------------------ | ------------------------------------------------------- | ----------------------------------------------- | --------------- | --------------- |
| 2005  | -                                                    | -                  | 2e tour (1/32)                                | Maria Sharapova                                        | -                                                       | -                                               | -               | -               |
| 2006  | Q1 \|\| style="text-align:left" \| Ashley Harkleroad | 3e tour (1/16)     | Nicole Vaidišová                              | Q1 \|\| style="text-align:left" \| Tamarine Tanasugarn | 4e tour (1/8)                                           | Elena Dementieva                                |                 |                 |
| 2007  | 1er tour (1/64)                                      | Émilie Loit        | 1er tour (1/64)                               | Marion Bartoli                                         | 3e tour (1/16)                                          | Ana Ivanović                                    | 2e tour (1/32)  | Ana Ivanović    |
| 2008  | 3e tour (1/16)                                       | Hsieh Su-Wei       | 1er tour (1/64)                               | Nadia Petrova                                          | 1er tour (1/64)                                         | Gisela Dulko                                    | 2e tour (1/32)  | Sybille Bammer  |
| 2009  | 1er tour (1/64)                                      | Ekaterina Makarova | 4e tour (1/8)                                 | Dinara Safina                                          | 2e tour (1/32)                                          | Elena Dementieva                                | 1er tour (1/64) | Sabine Lisicki  |
| 2010  | 2e tour (1/32)                                       | Angelique Kerber   | 3e tour (1/16)                                | Nadia Petrova                                          | 2e tour (1/32)                                          | Klára Zakopalová                                | 2e tour (1/32)  | Beatrice Capra  |
| 2011  | 1er tour (1/64)                                      | Barbora Strýcová   | 1er tour (1/64)                               | Irina-Camelia Begu                                     | 1er tour (1/64)                                         | Serena Williams                                 | 1er tour (1/64) | Flavia Pennetta |
| 2012  | 1er tour (1/64)                                      | Peng Shuai         | 1er tour (1/64)                               | Irina-Camelia Begu                                     | Q2 \|\| style="text-align:left" \| Alexa Glatch         | Q1 \|\| style="text-align:left" \| Zheng Saisai |                 |                 |
| 2013  | -                                                    | -                  | 1er tour (1/64)                               | Petra Kvitová                                          | Q1 \|\| style="text-align:left" \| Mariana Duque Mariño | -                                               | -               |                 |
| 2014  | Q1 \|\| style="text-align:left" \| Alla Kudryavtseva | -                  | -                                             | -                                                      | -                                                       | -                                               | -               |                 |
| 2015  | -                                                    | -                  | Q1 \|\| style="text-align:left" \| Julie Coin | -                                                      | -                                                       | -                                               | -               |                 |

à droite du résultat, l’ultime adversaire.

### En double dames
| Année | Open d'Australie              | Open d'Australie          | Internationaux de France     | Internationaux de France    | Wimbledon                    | Wimbledon                    | US Open                       | US Open                     |
| ----- | ----------------------------- | ------------------------- | ---------------------------- | --------------------------- | ---------------------------- | ---------------------------- | ----------------------------- | --------------------------- |
| 2006  | -                             | -                         | -                            | -                           | -                            | -                            | 1er tour (1/32) Olga Savchuk  | J. Janković B. Mattek       |
| 2007  | 1er tour (1/32) Sandra Klösel | Anabel Medina Sania Mirza | 1er tour (1/32) J. Vakulenko | M. Johansson Selima Sfar    | 1er tour (1/32) J. Vakulenko | M. Kirilenko Elena Vesnina   | 1er tour (1/32) M. Koryttseva | J. Husárová P. Schnyder     |
| 2008  | 1er tour (1/32) Olga Puchkova | Yan Zi Zheng Jie          | 3e tour (1/8) S. Cîrstea     | A. Harkleroad G. Voskoboeva | 2e tour (1/16) Aiko Nakamura | N. Llagostera M. J. Martínez | 2e tour (1/16) S. Lisicki     | K. Srebotnik Ai Sugiyama    |
| 2009  | -                             | -                         | 1er tour (1/32) V. Kutuzova  | A. Radwańska U. Radwańska   | 1er tour (1/32) V. Razzano   | S. Williams V. Williams      | 1er tour (1/32) Klemenschits  | D. Hantuchová Ai Sugiyama   |
| 2010  | 1er tour (1/32) S. Lisicki    | Melinda Czink N. Grandin  | 2e tour (1/16) Alizé Cornet  | Lisa Raymond Rennae Stubbs  | 2e tour (1/16) S. Kuznetsova | Nadia Petrova S. Stosur      | 1er tour (1/32) Y. Wickmayer  | A. Bondarenko K. Bondarenko |
| 2011  | -                             | -                         | 2e tour (1/16) Mirjana Lučić | Sara Errani Roberta Vinci   | 1er tour (1/32) Alizé Cornet | M. Koryttseva T. Poutchek    | -                             | -                           |
| 2012  | -                             | -                         | 1er tour (1/32) I. Pavlovic  | S. Foretz K. Mladenovic     | -                            | -                            | -                             | -                           |
| 2013  | -                             | -                         | 1er tour (1/32) Alizé Lim    | A. Hlaváčková L. Hradecká   | -                            | -                            | -                             | -                           |

Sous le résultat, la partenaire ; à droite, l’ultime équipe adverse.

### En double mixte
| Année | Open d'Australie | Open d'Australie | Internationaux de France    | Internationaux de France | Wimbledon | Wimbledon | US Open                  | US Open                       |
| ----- | ---------------- | ---------------- | --------------------------- | ------------------------ | --------- | --------- | ------------------------ | ----------------------------- |
| 2010  | -                | -                | -                           | -                        | -         | -         | 2e tour (1/8) Rajeev Ram | B. Mattek-Sands Daniel Nestor |
| 2011  | -                | -                | 1er tour (1/16) G. Dimitrov | I. Benešová Leander Paes | -         | -         | -                        | -                             |

sous le résultat, le partenaire ; à droite, l’ultime équipe adverse.

## Parcours en «Premier Mandatory» et «Premier 5»
Découlant d'une réforme du circuit WTA inaugurée en 2009, les tournois WTA « Premier Mandatory » et « Premier 5 » constituent les catégories d'épreuves les plus prestigieuses, après les quatre levées du Grand Chelem.

### En simple dames
| Année |              | Premier Mandatory           | Premier Mandatory                 | Premier Mandatory            | Premier Mandatory          |       | Premier 5 | Premier 5                  | Premier 5                   | Premier 5                   | Premier 5                     | Premier 5 | Premier 5                    |
| Année | Indian Wells | Miami                       | Madrid                            | Pékin                        |                            | Dubaï | Rome      | Canada                     | Cincinnati                  |                             | Tokyo                         |           |                              |
| Année | Indian Wells | Miami                       | Madrid                            | Pékin                        |                            | Doha  | Rome      | Canada                     | Cincinnati                  |                             | Wuhan                         |           |                              |
| Année | Indian Wells | Miami                       | Madrid                            | Pékin                        |                            |       | Rome      | Canada                     | Cincinnati                  |                             |                               |           |                              |
| 2009  |              |                             | 1er tour (1/64) A. Pavlyuchenkova | 2e tour (1/16) A. Szávay     | 1er tour (1/32) A. Wozniak |       |           |                            | 2e tour (1/16) A. Radwańska | 3e tour (1/8) A. Kleybanova | 1er tour (1/32) A. Kleybanova |           | 2e tour (1/16) M. Bartoli    |
| 2010  |              | 4e tour (1/8) E. Dementieva | 2e tour (1/32) P. Martić          | Victoire V. Williams         | 1er tour (1/32) G. Dulko   |       |           | 2e tour (1/16) J. Janković | 2e tour (1/16) Y. Wickmayer | 2e tour (1/16) Zheng J.     | 1er tour (1/32) B. Jovanovski |           | 2e tour (1/16) C. Vandeweghe |
| 2011  |              | 3e tour (1/16) M. Sharapova | 2e tour (1/32) Peng S.            | 1er tour (1/32) S. Arvidsson |                            |       |           |                            |                             |                             |                               |           |                              |
| 2012  |              |                             |                                   |                              |                            |       |           |                            |                             | 1er tour (1/32) Peng S.     |                               |           |                              |

Sous le résultat, l’ultime adversaire.

## Parcours en Fed Cup
| #                                                              | Date       | Lieu      | Surface      | Gagnante(s)         | Perdante(s)   | Score          |          |
|                                                                |            |           |              |                     |               |                |          |
| 2010 - Barrage (groupe mondial I) - Allemagne - France - 2 : 3 |            |           |              |                     |               |                |          |
| 1                                                              | 24/04/2010 | Francfort | Terre (ext.) | Aravane Rezaï       | Tatjana Malek | 2-6, 6-3, 6-0  | Parcours |
| 1                                                              | 24/04/2010 | Francfort | Terre (ext.) | Andrea Petkovic     | Aravane Rezaï | 6-1, 7-62      | Parcours |
|                                                                |            |           |              |                     |               |                |          |
| 2011 - Barrage (groupe mondial I) - Espagne - France - 4 : 1   |            |           |              |                     |               |                |          |
| 2                                                              | 16/04/2011 | Lérida    | Terre (ext.) | Aravane Rezaï       | Anabel Medina | 7-5, 6-74, 6-2 | Parcours |
| 2                                                              | 16/04/2011 | Lérida    | Terre (ext.) | María José Martínez | Aravane Rezaï | 6-1, 6-4       | Parcours |

## Classements WTA en fin de saison

### En simple
| Année | 2004 | 2005 | 2006 | 2007 | 2008 | 2009 | 2010 | 2011 | 2012 | 2013 | 2014 | 2015 | 2016 | 2021 | 2023 |
| Rang  | 497  | 189  | 49   | 80   | 74   | 26   | 19   | 113  | 169  | 513  | 887  | 900  | 901  | 1276 | 1144 |

source : (en) « Classements de Aravane Rezaï », sur le site officiel du WTA Tour

### En double
| Année | 2007 | 2008 | 2009 | 2010 | 2011 | 2012 | 2013 |
| Rang  | 850  | 126  | 861  | 159  | 359  | -    | 786  |

source : (en) « Classements de Aravane Rezaï », sur le site officiel du WTA Tour

## Controverses
Alors qu'elle n'a que 9 ans, lors de la finale d'un tournoi, une violente dispute l'oppose sur le court à son adversaire et son père se voit reprocher des violences verbales à l'égard des parents de l'autre finaliste, Virginie Ayassamy. Arsalan Rezaï est condamné, le 5 octobre 2006, à 500 euros d'amende par le tribunal correctionnel de Saint-Étienne. Aravane Rezaï, pour sa part, refuse de serrer la main de son adversaire et se voit infliger, à titre de sanction, un an d'interdiction de participation aux tournois organisés en France par la Fédération française de tennis. La Fédération française de tennis souhaite, en outre, que son père abandonne son rôle d'entraîneur, ce que la famille Rezaï refuse.
Aravane Rezaï dira plus tard de son père et de son frère : « Ils m’ont tout appris. »